# Багряный занавес
«Багряный занавес» (также «Багровый занавес», фр. Le Rideau cramoisi) — среднеметражный чёрно-белый художественный фильм французского кинорежиссёра Александра Астрюка, вышедший в 1952 году. Представляет собой экранизацию одноимённой повести Барбе д’Оревильи (в русских переводах — «Пунцовый занавес», «За тёмно-красной шторой» и др.) из сборника писателя «Дьявольские повести» (фр. Les Diaboliques) 1874 года. Фильм был удостоен ряда наград и вне конкурса показан на Каннском кинофестивале 1952 года.
В 1953 году фильм вошёл в киноальманах из трёх частей «Преступления любви» (фр. Les crimes de l'amour).

## Сюжет

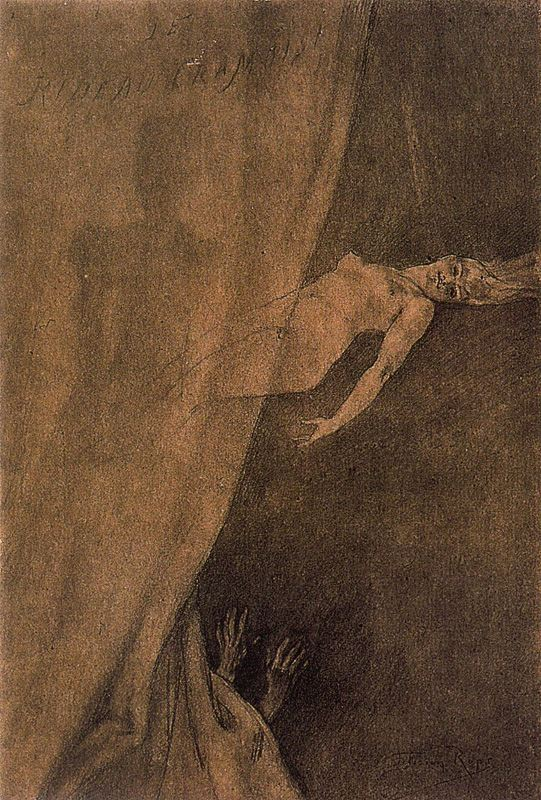
Иллюстрация к источнику экранизации

После выпуска из училища двадцатилетний офицер получает направление на службу в дальний гарнизон в маленьком городке. Он живёт в доме пожилых супругов. Ему невыносимо скучно, служба тяготит его. Внезапно по прошествии нескольких месяцев домой возвращается из пансиона дочь хозяев, 18-летняя Альбертина. Она не выказывает никакого интереса к офицеру, демонстрируя полное равнодушие. Спустя некоторое время, однако, прямо во время обеда девушка крепко сжимает руку молодого человека. Приняв это за знак внимания, офицер пишет Альбертине письмо, но оно остаётся без ответа. Так проходит ещё длительное время.
Однажды ночью Альбертина приходит в комнату офицера. Между молодыми людьми завязывается роман, и она начинает приходить к нему по ночам, для чего ей приходится проходить через комнату, где спят родители, и подниматься на верхний этаж. Для остальных эта связь остаётся тайной. Через несколько месяцев Альбертина, придя к молодому человеку, внезапно умирает прямо у него в объятиях. Офицер размышляет, что он может сделать, чтобы на него не пало подозрение и их связь не раскрылась, но не находит ничего лучшего, чем сбежать. Вскоре через своего знакомого старшего офицера он получает назначение в другое место, однако часто мысленно возвращается к пережитым событиям.

## В ролях
- Жан-Клод Паскаль — офицер
- Анук Эме — Альбертина
- Джим Жеральд — отец Альбертины
- Маргарита Гарсия — мать Альбертины
- Ив Фюре — рассказчик (голос)

## Награды
- 1952 — Приз Луи Деллюка[3][4]
- 1953 — Grand Prix du Cinéma Féminin[5]